# VfR 07 Kirn
VfR 07 Kirn is een Duitse voetbalclub uit Kirn, Rijnland-Palts.

## Geschiedenis
De club werd in 1907 opgericht als SC Nahe 1907 Kirn. Na de Eerste Wereldoorlog sloten ze zich bij turnvereniging TuS 1862 Kirn aan. In 1921 promoveerde de club naar de hoogste klasse van de Rijnhessen-Saarcompetitie en degradeerde na één seizoen weer. In 1924 werd de voetbalafdeling zelstandig onder de naam VfR 07 Kirn nadat de Deutsche Turnerschaft besliste dat turnclubs en voetbalclubs gescheiden moesten worden. 
In 1934 fuseerde VfR terug met de turnvereniging, deze keer hield de fusie stand tot aan het einde van de Tweede Wereldoorlog. In 1949 promoveerde de club naar de Oberliga Südwest en werd daar laatste. In 1952 keerde de club terug en kon nu twee jaar in de Oberliga spelen. In 1959 degradeerde de club naar de derde klasse. Als kampioen van de Amateurliga nam de club in 1966 deel aan het amateurkampioenschap en verloor hier in de eerste ronde van FV Union 08 Böckingen. Ook het volgende seizoen nam de club deel en verloor nu van het tweede elftal van Hannover 96. Na degradatie in 1970 keerde de club in 1978 terug naar de amateurliga en speelde hier tot 1978. Toen werd de Oberliga ingevoerd als hoogste amateurklasse, waarvoor Kirn zich niet plaatste. Hierna verdween de club naar de lagere reeksen. 